# Kukkarolahti
Kukkarolahti är en sjö, eller en avskiljd del av sjön Simpelejärvi på gränsen mellan Finland och Ryssland. Den finländska delen ligger i kommunen Parikkala i landskapet  Södra Karelen. Sjön ligger 68,8 meter över havet. Arean är 3,49 kvadratkilometer.  Den  ingår i Hiitolanjokis huvudavrinningsområde.  Hela den finländska delen av sjön ligger inom gränsskyddsområdet.